# Кошачий лоток

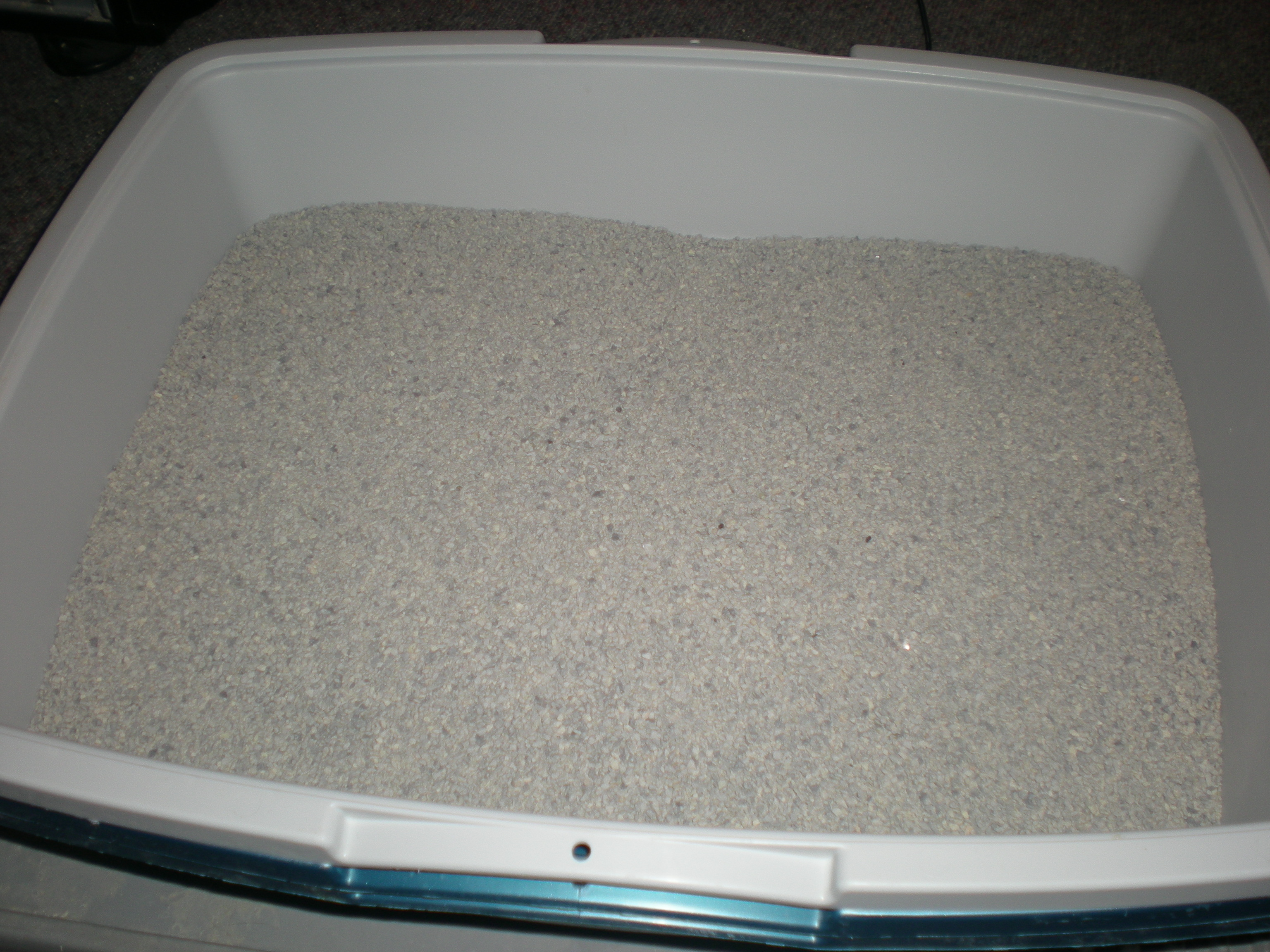
Пластиковый кошачий лоток с наполнителем

Кошачий лоток — лоток с помещённым в него специальным впитывающим наполнителем. Туалет-лоток используется кошками и некоторыми другими домашними животными (комнатно-декоративные собаки, кролики, хорьки и так далее), инстинктивно или после специального обучения, для отправления естественных надобностей в домашних условиях и последующей утилизации отходов жизнедеятельности этих животных. Кошачий лоток необходимо заполнять новым наполнителем как минимум раз в несколько суток. Существует большое количество разнообразных конструкций таких лотков (в том числе закрытые, есть даже автоматизированные) и наполнителей для них.

## История
Первый специализированный кошачий лоток был придуман в 1947 году американским изобретателем Эдом Лоу, в качестве его наполнителя использовалась глина (однако как таковые ящики с песком использовались в качестве домашних кошачьих туалетов и до этого). В Великобритании уже с 1950-х годов в качестве наполнителя стали использовать бентонит, впоследствии кварц и кизельгур, однако сейчас такие наполнители используются реже из-за слипания наполнителя, что осложняет последующее опорожнение лотка. 

## Виды наполнителей
Из применяемых наполнителей наиболее используемые - силикагель, бентонит (основной компонент комкующихся наполнителей), глина, топливные гранулы, опилки, кварцевый песок и другие.

### Глина
Наполнители из высушенной глины по-прежнему являются достаточно распространённым и дешёвым вариантом, хотя подвергаются критике за ведущий к экологическому ущербу способ добычи сырья для их производства. 

### Силикагель
В настоящее время существует также множество дорогих синтетических наполнителей, в частности, пористые гранулы из диоксида кремния, с повышенной впитываемостью выделений животных и обеспечивающие почти полное отсутствие неприятного запаха.

### Топливные гранулы
Хорошим, натуральным и экологичным вариантом также является использование наполнителя на основе топливных гранул. 
Используются также наполнители минерального происхождения, натуральные наполнители (древесные).

## Самоочищающиеся лотки
Новые технологии, применяющиеся в лотках для кошек, позволяют минимализировать участие человека в их обслуживании. В самоочищающиеся лотки встроена система, автоматически удаляющая в специальный контейнер отходы жизнедеятельности кошек. Эти лотки с помощью датчиков давления или с помощью обычных инфракрасных датчиков реагируют на то, когда кошка покинет лоток. Это нужно для того, чтобы самоочищающийся лоток активизировался через определённое время уже после того, как кошка воспользовалась лотком, дабы избежать отпугивания животного. Ещё более продвинутые технологии в самоочищающихся лотках дают возможность подводки к лотку воды и вывода в канализацию, что позволяет в автоматическом режиме промывать и просушивать наполнитель постоянного использования.